# فهرست گذرگاه‌ها و میدان‌های تهران
لیستی از نام خیابان‌ها، بزرگراه‌ها و میدان‌های معروف و شناخته‌شده شهر تهران:

## خیابان‌ها و بلوارها
- خیابان لاله‌زار
- خیابان پهلوی
- خیابان کوروش
- خیابان انقلاب
- خیابان کارگر
- خیابان سپهبد قرنی
- بلوار کشاورز
- خیابان مفتح
- خیابان دماوند
- خیابان آزادی
- خیابان خیام

## بزرگراه‌ها و آزادراه‌ها
- بزرگراه همت
- بزرگراه داریوش
- بزرگراه شهید متوسلیان
- آزادراه تهران کرج
- بزرگراه صدر
- بزرگراه افسریه
- بزرگراه شهید لشگری
- بزرگراه شهید بابایی
- بزرگراه شهید خرازی
- بزرگراه شهید یاسینی
- بزرگراه شهید دوران
- بزرگراه امام علی
- بزرگراه شهید صیاد شیرازی
- بزرگراه آیت الله رئیسی
- بزرگراه آزادگان
- بزرگراه شهید نجفی رستگار

## میدان‌ها
- حسن‌آباد
- میدان توپخانه
- میدان فردوسی
- میدان ونک
- میدان تجریش
- میدان قدس
- سپاه
- صادقیه
- انقلاب
- آزادی
- امام حسین